# Litorhina phloeochroma
Litorhina phloeochroma är en tvåvingeart som först beskrevs av Mario Bezzi 1920.  Litorhina phloeochroma ingår i släktet Litorhina och familjen svävflugor.
Artens utbredningsområde är Guinea-Bissau. Inga underarter finns listade i Catalogue of Life.